# Endorsed By Hate
Endorsed By Hate – drugi album studyjny niemieckiej grupy muzycznej Maroon, wydany w czerwcu 2004 roku.

## Lista utworów
1. "Catharsis" (intro) – 0:59
2. "The World's Havoc" – 3:19
3. "Endorsed By Hate" – 4:16
4. "Watch It All Come Down" – 4:46
5. "Without A Face" – 3:33
6. "At The Gates Of Demise" – 3:36
7. "Chosen Fate" – 4:49
8. "The Omega Suite" (instrumentalny) – 3:26
9. "Human Waste" – 4:28
10. "Suffer Or Endure" – 3:55
11. "Götterdämmerung" – 5:59

## Twórcy
Członkowie grupy
- André Moraweck – śpiew, teksty
- Sebastian Grund – gitara elektryczna
- Marc Zech – gitara elektryczna, projekt okładki
- Tom-Eric Moraweck – gitara basowa, teksty
- Nick Wachsmuth – perkusja

Udział innych
- Tue Madsen – produkcja muzyczna, keyboard
- Jacob Bredahl (Hatesphere) – śpiew w tle
- Volker Müller-Veith – fotografie

## Informacje
- W zamierzeniu twórców płyta, zarówno pod względem muzycznym, jak i przekazu, miały być brutalna, tępa oraz wypełniona wkurzeniem i nienawiścią[4]. Nienawiść była skierowana przede wszystkim wobec osób zajmujących się zabijaniem zwierząt: do celów spożywczych, laboratoryjnych (wiwisekcja) oraz myśliwskich[5]. Tematyka utworów zawartych na tej płycie dotykała tytułowej nienawiści, a konkretnie poruszała kwestie przemocy, morderstw, śmierci, niesprawiedliwości, upadku społeczeństwa, niszczycielskiego traktowania Ziemi, zagłady świata i ludzkości[5]. Z tekstów braci Moraweck wybijała rozpacz, gniew, rezygnacja oraz utrata wiary w obecny świat[5]. Niektóre teksty były zainspirowane działaniem morderców, jak Ted Bundy czy Jeffrey Dahmer[5]. Tekst utworu "Without a Face" dotyczył Kuby Rozpruwacza[5]. Pozytywnym wyjątkiem były słowa do piosenki "Chosen Fate", zawierające elementy nadziei[5].
- Materiał na płytę był nagrywany na przełomie lutego i marca 2004 w Antfarm Studio w duńskim Aabyhøj pod kierunkiem Tue Madsena[6][7].
- Projekt okładki płyty wykonał gitarzysta zespołu, Marc Zech (wykonał także projekt okładki albumu The Cold Heart of the Sun z 2007[8]). Po zarejestrowaniu materiału na płytę, odszedł on z zespołu - jego miejsce zajął Sebastian Rieche. W związku z wydaniem płyty powstało nowe logo zespołu[9].
- Utwór "At The Gates of Demise" znalazł się na ścieżce dźwiękowej do filmu horroru Zombie Strippers z 2008[10].
- Płyta została ponownie wydana w listopadzie 2004 roku nakładem Alveran Records i Century Media Records wraz z dwoma bonusowymi teledyskami live z festiwalu With Full Force 2004. Następnie album wydano w lutym 2005 roku w USA nakładem Abacus Recordings / Century Media America. W Japonii album wydał Howling Bull Entertainment Inc./Century Media w 2005 wraz z bonusowami utworami "Still Believe In What Has Fallen Apart" oraz dwoma bonusowymi teledyskami live z festiwalu With Full Force 2004.